# Грядовый (остров, Ладожское озеро)
Грядовый (фин. Selkämustasaari — «грядовый чёрный остров») — небольшой остров в Ладожском озере. Относится к группе западных Ладожских шхер. Территориально относится к Приозерскому району Ленинградской области, Россия.
Вытянут с северо-запада на юго-восток. Длина 0,9 км, ширина 0,2 км.
Расположен в заливе Лехмалахти, к югу от острова Монтоссари. Остров возвышенный, высотой до 34 м, южный берег скалистый. Остров Грядовый высокий и лесистый. Южный берег его обрывистый и лишенный растительности. Вокруг острова лежит множество подводных и надводных камней.